# Cratère de Riachao

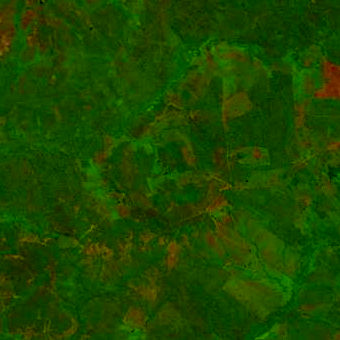
Photo satellite de la zone du cratère de Riachão

Le Cratère de Riachão est un cratère d'impact situé dans le bassin de Parnaíba au Brésil.
Son diamètre est de 4,5 km et son âge est estimé à 200 millions d'années.